# Apple Valley (Utah)
Pour les articles homonymes, voir Apple Valley.
La ville d’Apple Valley est située dans le comté de Washington, dans l’État de l’Utah, aux États-Unis. Lors du recensement de 2010, sa population s’élevait à 701 habitants, estimée à 427 habitants en 2007.

## Source
- (en) Cet article est partiellement ou en totalité issu de l’article de Wikipédia en anglais intitulé « Apple Valley, Utah » (voir la liste des auteurs).